# Strage di Itri
La strage di Itri avvenne l'anno 1911 nell' omonimo comune della regione storica chiamata Terra di Lavoro. Iniziata il 12 luglio sera e proseguita sino al 13. L'eccidio avvenne ai danni degli operai sardi impiegati nella realizzazione dell'attuale ferrovia Roma-Formia-Napoli e coinvolse anche i familiari delle vittime, da tempo residenti in loco. 
Gli scontri avvennero ad opera di un numeroso gruppo di itrani, guidati dal sindaco e da alcuni carabinieri e guardie campestri, con l'intenzione di cacciare in primis gli operai sardi che protestavano contro il pagamento del pizzo alla camorra, la quale attraverso la Ditta Spadari gestiva l'intero progetto ferroviario, comprese altre attività dislocate in tutta la zona.
Le proteste dei sardi erano anche e soprattutto sorte per le condizioni di lavoro disagiate: lavoro più gravoso e una paga inferiore rispetto a quella percepita dai lavoratori continentali.

## La storia

### L'antefatto: mercoledì mattina 12 luglio
Tutto ebbe inizio da un piccolo screzio la mattina del 12 luglio, giorno di paga. Un gruppo di sardi, una volta ricevuta la quindicina, decise di recarsi in Piazza Incoronazione. In quel momento un cavallo guidato da Antonio Del Bove si fermò a due passi dal gruppo di sardi: ci fu uno scambio di battute da entrambe le parti e il tutto degenerò in una rissa. 
Sul posto accorsero i carabinieri, che arrestarono solo un sardo, Giovanni Cuccuru di Silanus. I suoi compagni si rivoltarono cercando in tutti i modi di farlo scarcerare ma invano. Non si capacitarono del fatto che venne sottoposta ad arresto solo ed esclusivamente una delle due parti.
Accorsero sul posto altri carabinieri e uno di loro, puntando la pistola alla testa di Cuccuru, minacciò di sparargli se la situazione non fosse tornata alla normalità.

### Le ore successive del 12 luglio e gli eventi del giorno seguente
Dopo l'arresto di un loro compagno, un gruppo di sardi decise di spostarsi immediatamente a Fondi per chiedere maggiore tutela all' avvocato Nardone, che prese subito le difese dell'arrestato e fissò per il giorno seguente un comizio costitutivo della Lega di difesa economica ad Itri. Il comizio però venne respinto dal sindaco Gennaro Bureli D'Arezzo per ragioni di ordine pubblico la mattina del 13, il giorno successivo alla prima ondata di violenza. 
La notizia dell'arresto nel frattempo corse in tutto il paese e col passare delle ore la situazione si fece incandescente. La piazza Incoronazione si popolò di sardi e itrani. 
Ad un certo punto Domenico Melis di Cabras ebbe parole poco cordiali nei confronti di alcuni operai itrani. Di seguito nacquero altri scontri molto più cruenti. 
Al grido di «Fuori i Sardegnoli» un gruppo di itrani accompagnati dal sindaco, alcuni assessori, carabinieri e guardie campestri armati di fucili e pistole assalirono i sardi presenti in piazza, che cercarono di sfuggire in tutti i modi a quella carneficina. Francesco Zonca di Bonarcado venne assalito e ferito gravemente da una guardia civica che gli sparò un colpo di rivoltella a bruciapelo sul collo, mentre Antonio Contu di Jerzu venne pugnalato gravemente alla schiena.
In quella notte vi furono molteplici feriti e alcuni dispersi, tutti sardi. I sopravvissuti scrissero una querela presentata al procuratore del re di Cassino, in cui descrissero i fatti accaduti e i responsabili, richiedendo una maggiore tutela da parte dello Stato. 
Il 13 luglio, sin dalle prime ore del pomeriggio ci fu nel paese un intenso e frettoloso trasporto di armi verso il centro. Un'altra piccola delegazione di sardi si recò velocemente dall'avvocato Nardone che, accompagnato dall'avvocato Ernesto Di Lauro, si diresse immediatamente a Formia con un'ottantina di operai sardi con l'intento di dichiarare la costituzione della Lega del V Lotto, come maggiore strumento di tutela del diritto del lavoratore. Tra i firmatari della richiesta del comizio compare il nome di Gennaro Gramsci, fratello maggiore di Antonio Gramsci.
Nel mentre il paese di Itri fu pervaso da altri scontri. Alle 18.30 circa scattò la seconda ondata di violenza. Nel caffè Unione vennero accatastati fucili, pistole e munizioni che furono utilizzati contro i sardi, ricercati e inseguiti per le strade del paese. Si usarono anche forconi, bastoni, coltelli e sassi. Chiunque non fosse itrano e avesse una faccia sconosciuta non veniva risparmiato e rischiava il linciaggio.
Fu lo stesso Nardone, in una lettera spedita il 24 luglio a La Nuova Sardegna, a precisare che il corrispondente del giornale La Tribuna venne scambiato per lui ad Itri quel giorno, correndo così il pericolo di morire nei gravi scontri. Venne salvato grazie all'intervento repentino dell'assessore comunale itrano Monelli.
L'obiettivo era quello di ricercare anche i responsabili dell'organizzazione economica e sindacale degli operai sardi, compreso pertanto lo stesso avvocato di Fondi e il suo collega.

### Eventi principali accaduti nei successivi giorni
Tra il 12 e 13 luglio vi furono numerosi arresti di operai e cittadini sardi da parte delle autorità itrane.
Gli arresti proseguirono nei giorni seguenti con l'intento di fermare i più facinorosi.
La Ditta Spadari, dal canto suo, proseguì a lincenziare lentamente e quasi giornalmente piccoli gruppi di operai sardi, che si vedevano da un giorno all'altro privati del lavoro. 
Allo stesso tempo il prefetto decise per il rimpatrio di gran parte dei sardi che lì vivevano e lavoravano. Una parte di loro, che era sfuggita agli scontri, si rifugiò nella vicina Formia e a Fondi prima di vedersi notificare l'ordine di ritornare in Sardegna, terra dalla quale erano partiti per cercare lavoro nella penisola.
La risposta da parte del governo fu quella di arrestare circa 60 itrani accusati di aver partecipato alla strage. Si aprì un'inchiesta a cui seguirono in ritardo diverse udienze parlamentari, che videro intervenire i parlamentari sardi dell'epoca: Carboni-Boi, Francesco Cocco-Ortu e Francesco Pais-Serra.
Le indagini proseguirono per circa un anno riportando con imparzialità i fatti, che la cronaca ribaltò e rimaneggiò più volte nel corso dei mesi. 
Si sarebbe arrivati al processo, il quale si svolse tra il 2 e il 5 maggio 1914 a Napoli e vide il proscioglimento da ogni capo d'accusa degli imputati itrani.

## Le cause
Tra le tante cause, compresi possibili screzi preesistenti tra le parti, vi è l'azione della Ditta Spadari, coadiuvata dal sindaco di Itri Gennaro D'Arezzo e da altri esponenti delle autorità locali, volta a fomentare un sentimento di odio razziale e di risentimento nella popolazione itrana verso il popolo sardo. 
Le tensioni e i dibattiti tra itrani e sardi crebbero, in quanto questi ultimi non accettarono i soprusi della camorra che allora gestiva la Terra di Lavoro, compresa Itri e il lotto ferroviario che avrebbe di li a poco collegato Roma e Napoli. 
Gli itrani vennero aizzati alla violenza da siffatti pregiudizi: i sardi, ritenuti stranieri, stavano rubando loro il lavoro. Questi ultimi, forti delle battaglie sindacali vinte (tra cui quella di Buggerru durante lo sciopero generale del 1904), non erano disposti ad accettare simili soprusi. Pertanto lo scontro fu inevitabile.
In aggiunta a ciò, è doveroso sottolineare che il giornale Grido di Gaeta, in merito alla strage di Itri, scrisse che: 
«...Gli itrani han mal sopportato la presenza degli operai sardi, perché li ritenevano cattivi di natura e capaci di commettere solo danni, ma tolleravano l'operaio sardo perché spende generalmente tutto ciò che guadagna in Itri, la cui popolazione se ne avvantaggiava. Ma nei paesi di limitata popolazione la prevenzione ed il pregiudizio si fanno sollecitamente strada e vi mettono poi radici saldissime. Così, in Itri, si tolleravano i sardi per proprio tornaconto ma si insisteva sempre pel loro allontanamento».
Attualmente non c'è stato un reale riconoscimento di quanto accaduto ad Itri, quanto più semplicemente una risposta volta a rinvenire eventuali responsabilità nello stato e governo italiano dell'epoca, che nulla fece per evitare la strage.
Il fatto che si fossero incontrati due popoli che per mentalità, storia, idee e costumi si differenziavano sensibilmente, associato all'assenza di un adeguato interessamento da parte delle istituzioni e del Governo nel dedicarsi attentamente a riconoscere le diversità culturali, storiche e sociali di ogni singola regione, contribuì a scatenare una simile tragedia.

## Le vittime
I nomi conosciuti delle vittime assassinate sono i seguenti: Zonca Giovanni di Bonarcado, Antonio Baranca di Ottana, Antonio Contu di Jerzu, Antonio Arras, Efisio Pizzus, Giovanni Marras di Bidonì, Giuseppe Mocci di Villamassargia, Giovanni Cuccuru di Silanus, Sisinnio Pischedda di Marrubiu, Baldasarre Campus di Birori, Deligio (Giovanni Battista Deligia) di Ghilarza.